# .NET Framework 4.0
.NET Framework 4.0 is een verzameling API's die verder bouwt op het bestaande .NET-framework en het uitbreidt. Het .NET Framework 4.0 verscheen op 12 april 2010 en wordt ondersteund onder Windows Vista, Windows Server 2008 (R2) en Windows 7. Het is de laatste versie die ondersteuning biedt aan Windows XP en Windows Server 2003.
.NET Framework 4.0 bevat het .NET Framework 3.0 (dat in veel systemen al geïnstalleerd is) en verder nog vier hoofdcomponenten:
- Parallel Extensions, voor het verbeteren van parallelle berekeningen op systemen met multikernprocessors.
- Nieuwe functies voor Visual Basic.NET en C#
- Biedt ondersteuning voor Code Contracts
- Nieuwe typen voor ondersteuning van complexe getallen (System.Numerics.BigInteger)
- Nieuwe versie van Common Language Runtime (CLR) 4.0